# Shalmanu-mushabshi
Shalmanu-mushabshi (Šalmānu-mušabši) was grootvizier van Assyrië en waarschijnlijk ook koning van Hanigalbat.
De laatste titel is niet zeker omdat hij nergens zo genoemd wordt, maar voor zowel zijn voorganger en mogelijk vader Qibi-aššur als voor zijn opvolger Ili-pada is de titel wel geattesteerd. Wat zijn titel ook was, hij voerde zeker geruime tijd het bewind over het vazalvorstendom Hanigalbat.
In het jaar met het eponiem Ninu'ayu, dat waarschijnlijk het jaar na de verovering van Babylonië is (d.w.z. TK19, het 19e jaar van koning Tukulti-Ninurta I), zijn er brieven van Shalmanu-mushabshi aan plaatselijke bewindvoerders langs de weg die Assyrië verbindt met de landen ten westen van de Eufraat. Hierin vraagt hij hen om de diplomaten van de koninkrijken Hatti, Sidon (d.w.z. Egypte) en Amurru van het nodige te voorzien op hun reis naar huis.  Zij waren waarschijnlijk naar Assur gereisd vanwege de politieke aardverschuiving ten gevolge van de verovering van Babylonië door Tikulti-Ninurta. Of Shalmanu-mushabshi toen al grootvizier was, is niet bekend. Mogelijk werkte hij nog voor zijn voorganger Assur-iddin, die waarschijnlijk zijn broer was.
Hij wordt echter al genoemd als sukallu rabi'u (grootvizier) in de jaren van Tukulti-Ninurta I's bewind die de eponiemen Abi-ili (TK21) en Salmanu-suma-usur (TK22) dragen. Hij was nog in functie in de laatste jaren van het bewind van Tukulti-Ninurta I. Ili-pada was zijn opvolger.
Er is een tablet geschreven door ene Ubru, een ondergeschikte van Ili-pada, uit Libbi-ali, het centrum van de hoofdstad Assur aan Mannu-ki-Adad die Ili-padas mashennu (administrateur) in Tell Sabi Abyad was. Daarin vraag Ubru hem waarom hij niet gekomen was om de dode te betreuren en de levende te ontmoeten. Dit verwijst hoogstwaarschijnlijk naar de moord op Tukulti-Ninurta en de troonsbestijging van zijn moordenaar Assur-nadin-apli. Verder in de brief blijkt dat Mannu-ki-adat overhoop ligt met een andere ondergeschikte, Sin-mudammeq. Ili-pada komt dan aan het woord en vraagt "Waarom ligt hij met hem overhoop?" Ubru legt dan uit dat Sim-mudammeq een stuk grond had ingepikt dat Shalmanu-mushabi aan Mannu-ki-adat gegeven had. 
Uit deze brief blijkt dus dat Ili-pada nog in Assur was tijdens de machtswisseling maar dat zijn voorganger Shalmanu-mushabshi waarschijnlijk kort voordien overleden was en Sin-mudammeq daar een slaatje uit probeerde te slaan.